# UFC Fight Night: Silva vs. Bisping
UFC Fight Night: Silva vs. Bisping (también conocido como UFC Fight Night 84) fue un evento de artes marciales mixtas celebrado por Ultimate Fighting Championship el 27 de febrero de 2016 en el The O2 Arena, en Londres, Reino Unido.

## Historia
El evento estelar tenía previsto enfrentar a Michael Bisping y Gegard Mousasi. Sin embargo, el 24 de diciembre, Mousasi fue reemplazado por el excampeón de peso medio, Anderson Silva. Tres días después, se anunció que Mousasi se enfrentaría a Thales Leites.

## Resultados
1. ↑  Danho recibió un golpe en la ingle mientras estaba en el suelo que no le permitió continuar.

## Premios extra
Cada peleador recibió un bono de $50,000.
- Pelea de la Noche: Anderson Silva vs. Michael Bisping
- Actuación de la Noche: Scott Askham y Teemu Packalén